# Bohumil Kubišta

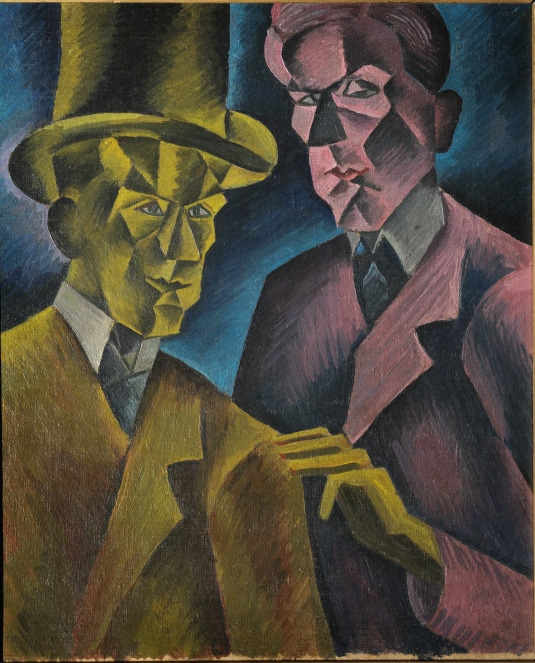
Hasonmás

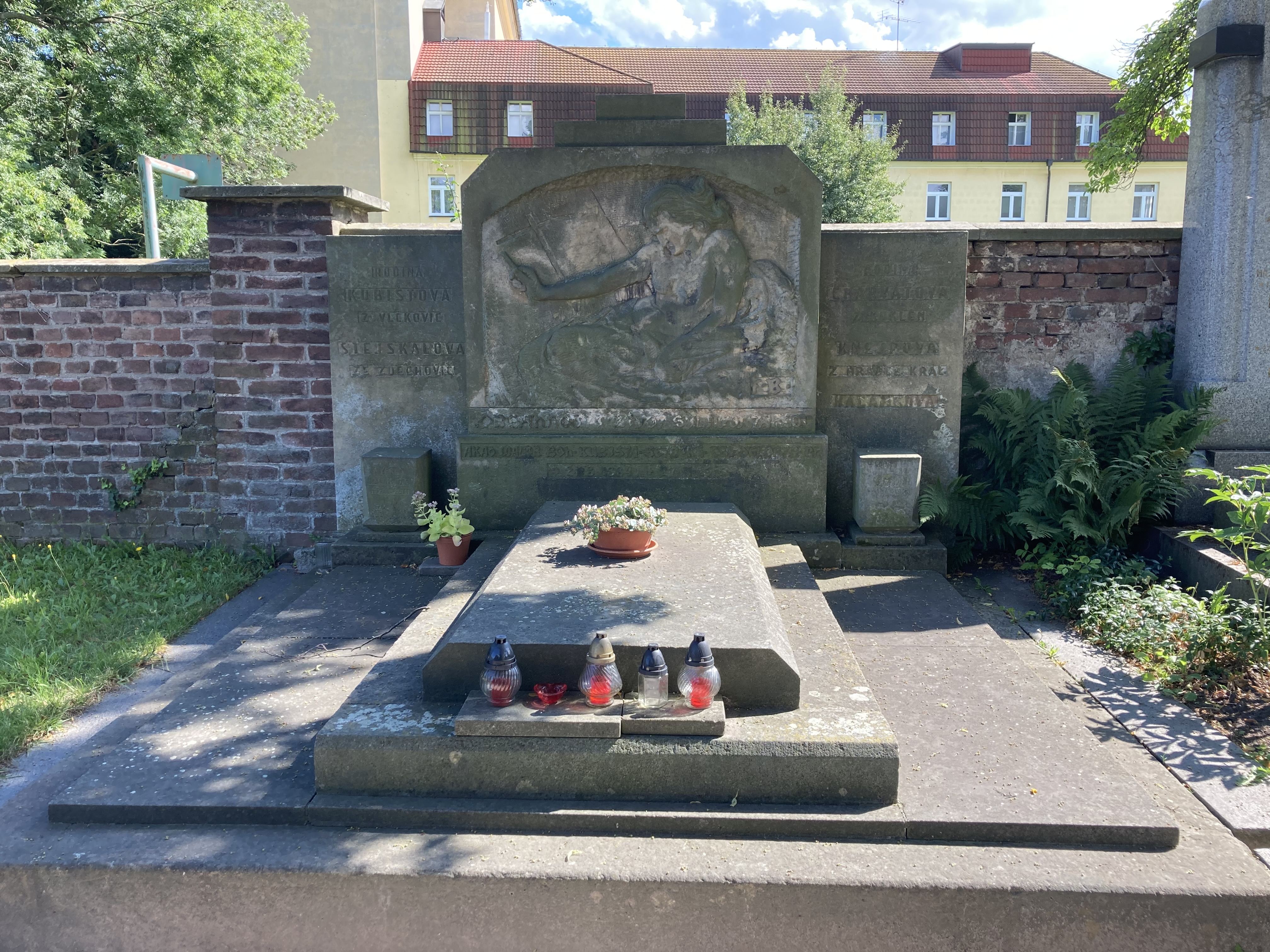
Sírja Hradec Královében

Bohumil Kubišta (Vlčkovice (Praskačka része), Osztrák–Magyar Monarchia, 1884. augusztus 21. – Prága, 1918. november 27.) cseh kubista festő, grafikus. A 20. század első évtizedében a modern cseh festészet egyik kiemelkedő alakja.

## Pályafutása
Az Iparművészeti Iskola elvégzése után 1903-tól 1905-ig a Prágai Képzőművészeti Akadémián tanult Vlaho Bukovácnál. 1906–07-ben rövid ideig a Képzőművészeti Akadémiát látogatta Firenzében, majd 1909–10-ben Párizsban képezte magát tovább.
Az 1906 és 1908 között készült képeit, Vincent van Gogh hatására, világosabb színek, drámaibb és kifejezőbb ecsetkezelés jellemzi. Szintézisre, a kiegészítő színek érvényesülésére törekedett. Ebben az alkotói korszakában fontos volt számára Paul Cezanne, André Derain, a vadak (Henri Matisse), Honoré Daumier és a régi mesterek közül Nicolas Poussin festészete. Festményeiken tanulmányozta a forma, a szín és a fényábrázolás szabályait.
A képeiből áradó feszültség Edvard Munch hatásáról tanúskodik. 1910-től a kubista formanyelvre váltott, de ezt teljesen egyéni módon alkalmazta. 1911 augusztusában csatlakozott a Die Brücke művészcsoporthoz, és még abban az évben részt vett a Neue Secession csoport berlini, 1912-ben a Sonderbund kölni kiállításán.
Katona volt az első világháborúban, spanyolnáthában halt meg.

## Galéria

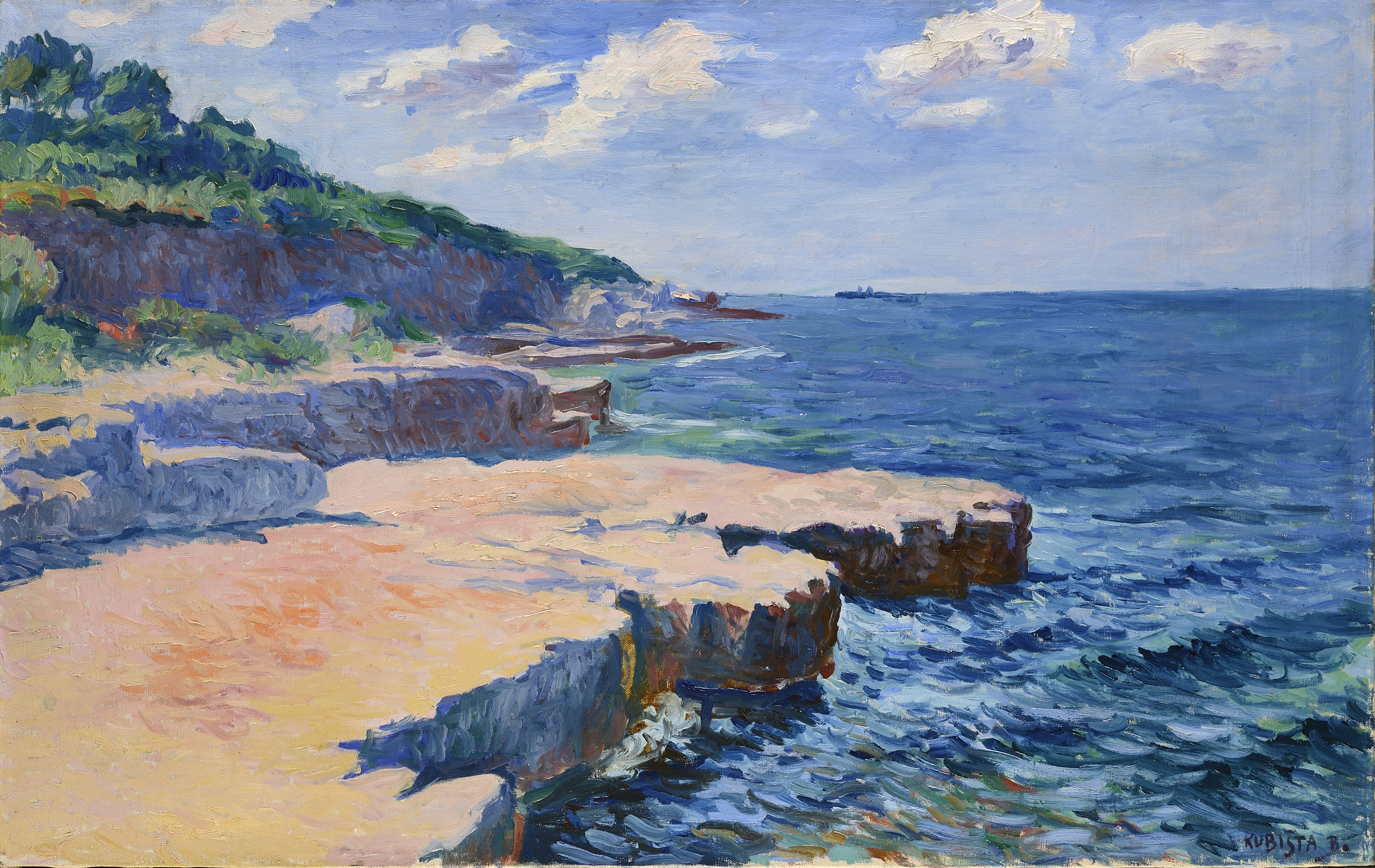
Pula
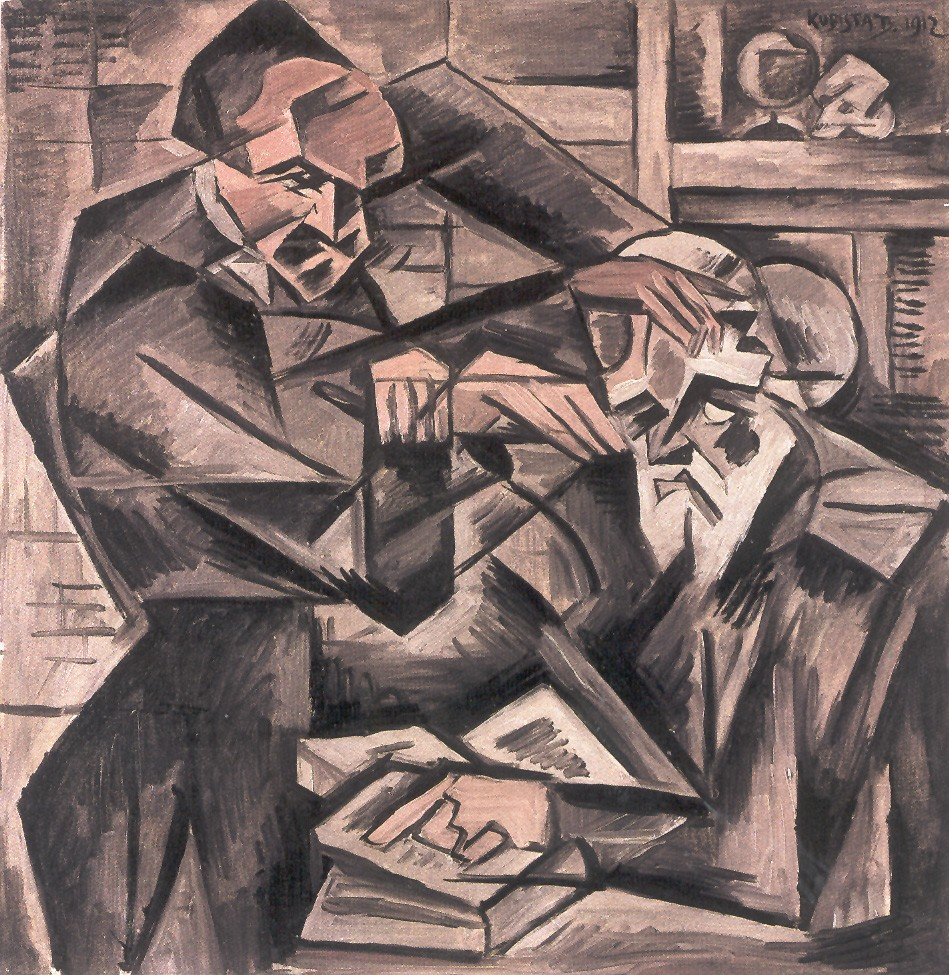
Hipnotizőr
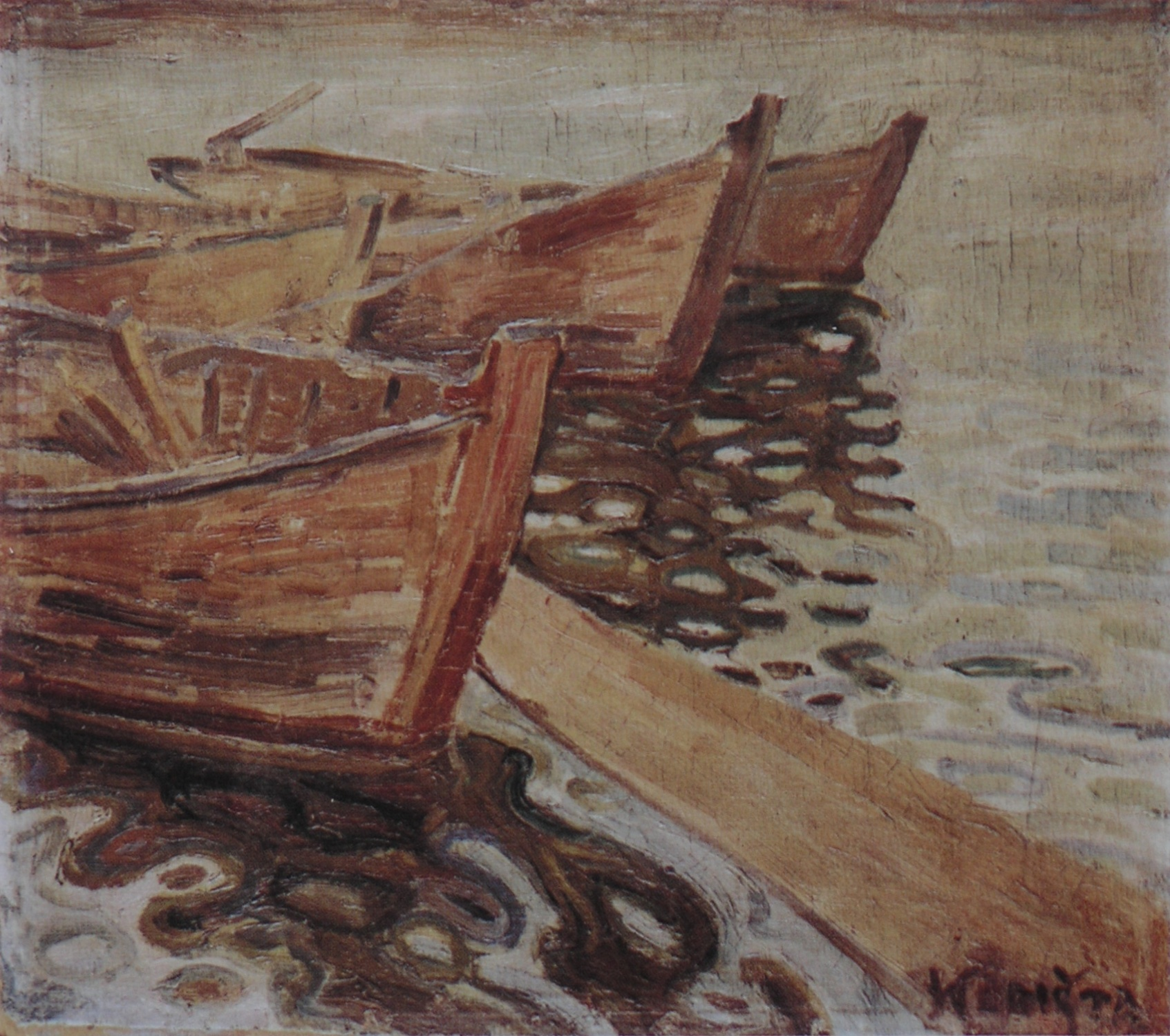
Csónakok a Moldva folyón
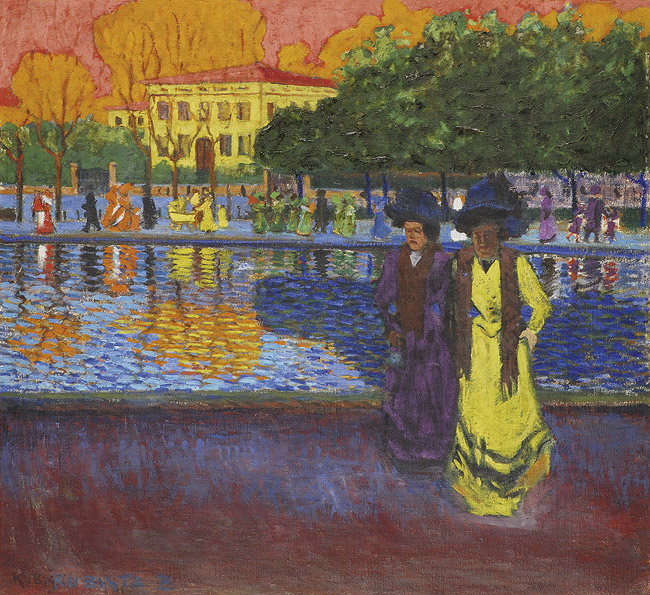
Séta az Arno partján
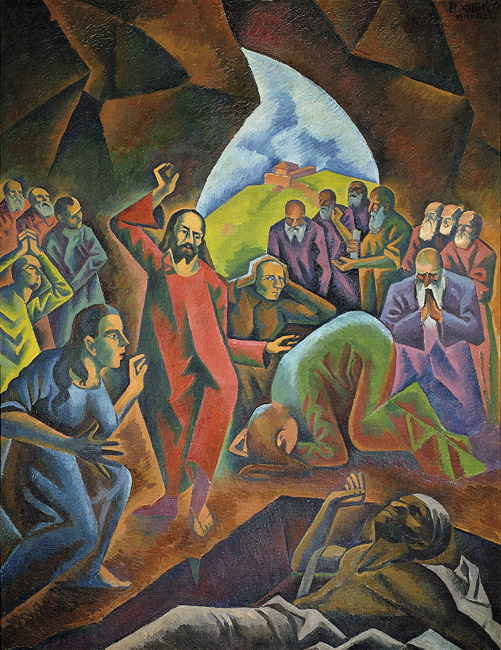
Lázár feltámasztása
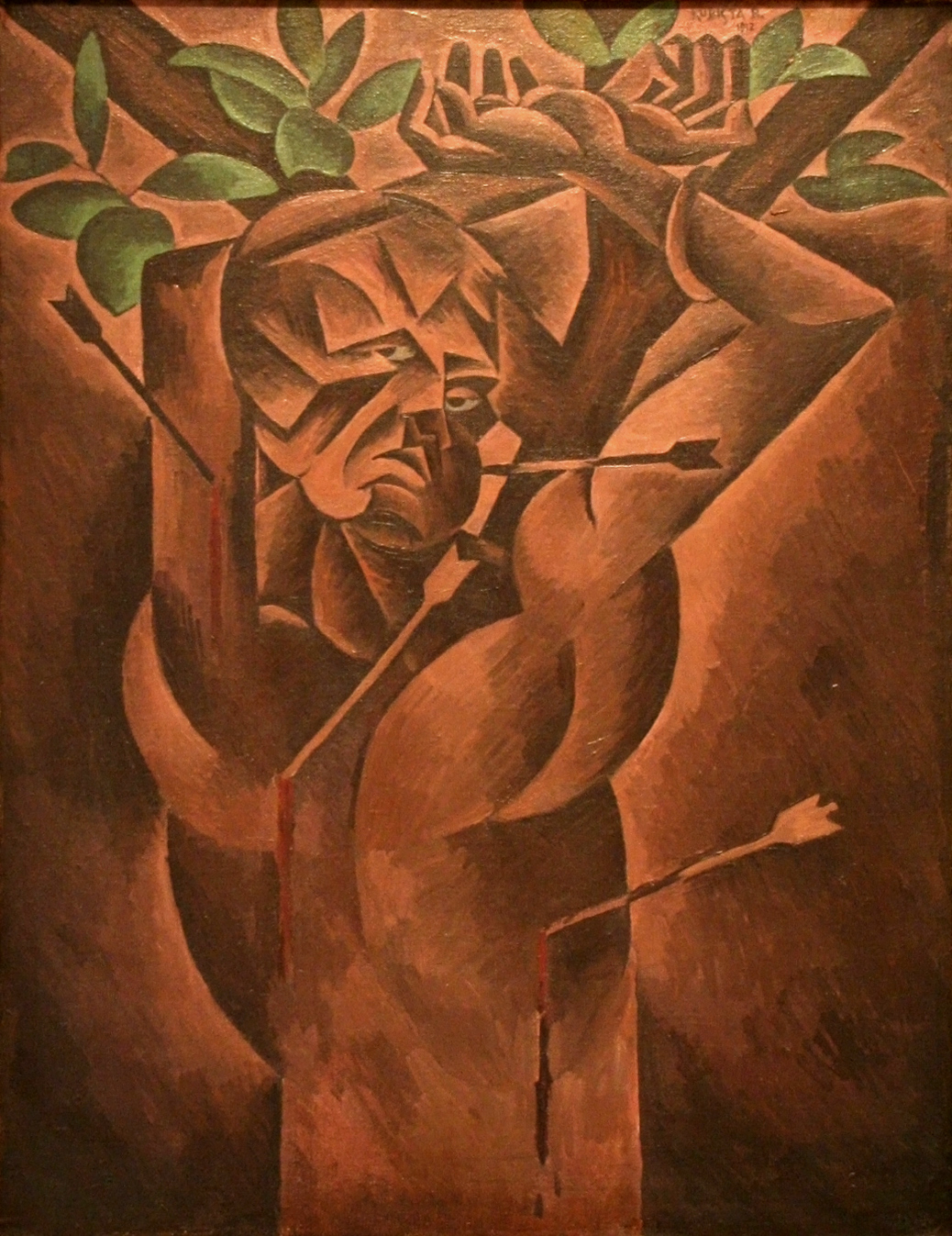
Szent Sebestyén
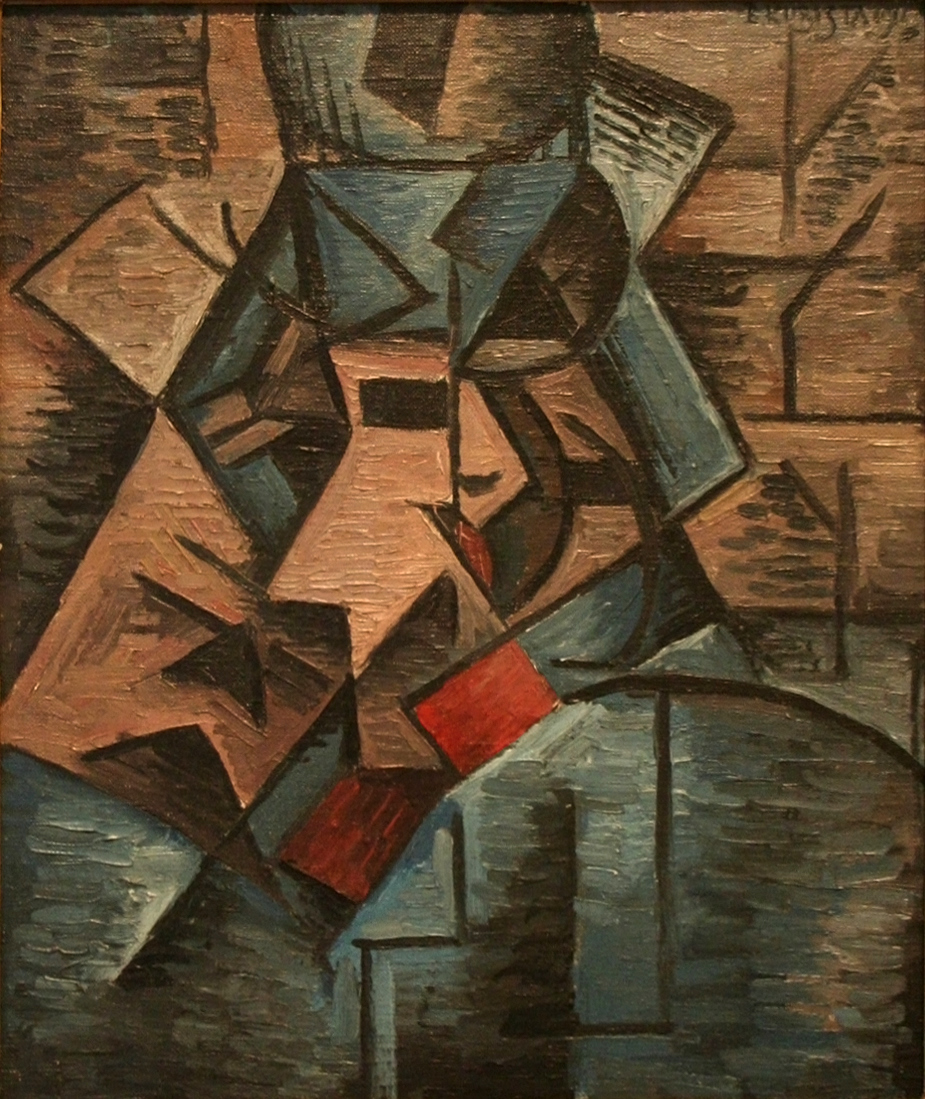
Katona